# Tasmanstraat

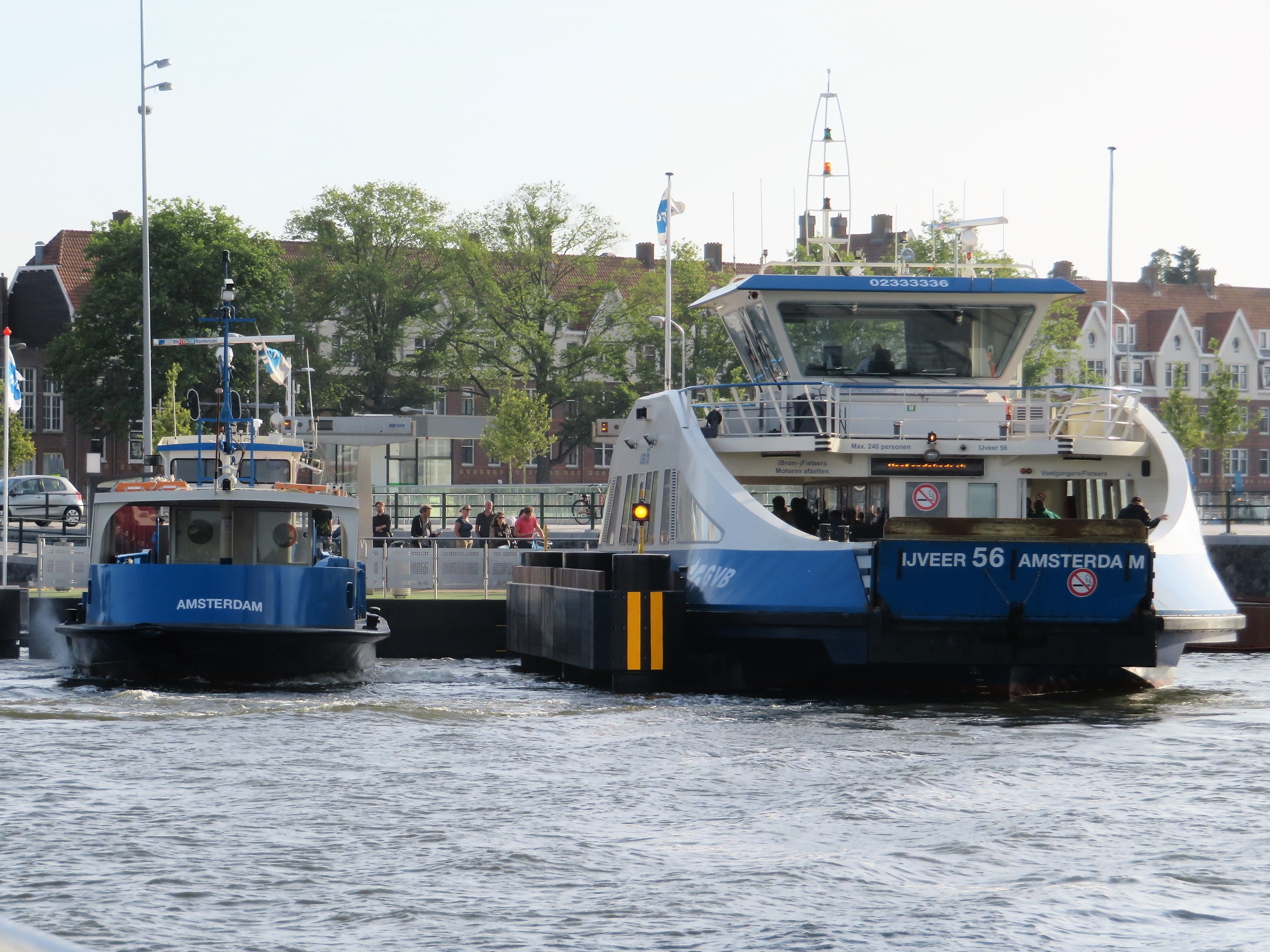
Pontsteiger Tasmanstraat

De Tasmanstraat is een woonstraat in de Amsterdamse Spaarndammerbuurt.

## Geschiedenis en ligging
De straat is bij een raadsbesluit van 20 november 1878 vernoemd naar de zeevaarder en ontdekkingsreiziger Abel Tasman. De straat verbindt voor lokaal verkeer de Spaarndammerstraat/Spaarndammerdijk met de Van Diemenstraat en Houtmankade. Begin twintigste eeuw had de straat had alleen woonhuizen aan de zuidzijde. Inmiddels is er aan de zijde van het IJ en de Houthaven een woongebied verrezen waar eerder (houtverwerkings)bedrijven gevestigd waren.
De gemeente Amsterdam had in 2013 de opdracht verstrekt aan de firma Max Bögl om naast de Tasmanstraat de Spaarndammertunnel te bouwen, welke aansluiting geeft op de Van Diemenstraat/Westerkeersluis. De tunnel is op 5 februari 2018 officieel in gebruik genomen.
Aan de pontsteiger bij het begin van de Tasmanstraat ligt de aanlegsteiger van het Distelwegveer en het Houthavenveer. Deze steiger was in 2015 voor enige tijd verplaatst naar de Westerdoksdijk in verband met bouwwerkzaamheden. Sinds 18 juni 2018 varen de veren weer naar de Tasmanstraat.

### Uiterlijk in 2019
De straat is geasfalteerd. Bij het begin van de Tasmanstraat tot aan de Le Mairestraat zijn het enkelbaanswegen die aan weerszijden van de tunnel liggen. Ook de fietspaden liggen aan weerszijden van de tunnel. Beide fietspaden zijn gescheiden van de wegen, rood geasfalteerd met dubbele rijrichting. Op de hoogte van de Le Mairestraat richting Spaarndammerdijk komen de wegen en fietspaden weer samen. Boven en naast de tunnel zijn groenvoorzieningen aangebracht. Doordat de tunnel het doorgaande verkeer afhandelt, wordt de Tasmanstraat voornamelijk gebruikt door verkeer met lokale bestemming.

## Gebouwen
Het grootste deel van de woningen aan de Tasmanstraat bestaat uit arbeiderswoningen, gebouwd door Woningbouwvereniging Het Westen naar Rationalistisch ontwerp van Herman Walenkamp, voorzien van witte topgeveltjes met een groot rond vensterraam. Deze arbeiderswoningen hebben de status van Amsterdams gemeentelijk monument.
Tasmanstraat 15 was de voormalige openbare school voor Gewoon Lager Onderwijs, gebouwd in een Berlagiaanse stijl (1915). Dit gebouw is een Amsterdams rijksmonument.

## Openbaar vervoer
Door de Tasmanstraat rijdt GVB-bus 48. De bushalten voor beide richtingen bevinden zich ter hoogte van de pontsteiger.
Het Houthavenveer (F7) verzorgt de verbinding tussen de pontsteiger en NDSM. Het Distelerwegveer (F6) verzorgt de verbinding tussen de pontsteiger en de Distelweg.